# Elena Bibescu
Elena Bibescu (de soltera, Elena Costache Epureanu), nació en Bârlad en 1855 y murió en Iasi el 18 de octubre de 1902. Fue una pianista rumana y filántropa que desempeñó un papel muy activo en la vida artística parisina de finales del siglo XIX.

## Biografía
Hija del presidente del Consejo de Rumania, se casó con el príncipe Alexander Bibescu, con quien tuvo tres hijos: la condesa Odo de Montesquiou y dos célebres amigos de Marcel Proust, los príncipes Emmanuel y Antoine Bibesco (quien fue embajador en Washington y Madrid). Tía de la escritora Anna de Noailles.
Estudió en el Conservatorio de Viena y se convirtió en discípula de Anton Rubinstein. Hizo su primera aparición como concertista en Bucarest en 1873 y ganó la mano del príncipe Alexander Bibescu, hijo menor del Príncipe George Bibesco, Hospodar de Valaquia.
Continuó por algún tiempo su carrera de concertista, recibiendo elogios como el de Franz Liszt en una carta a la princesa Caroline Sayn-Wittgenstein fechada el 11 de octubre de 1873. 
Después se trasladó a Francia, ante la oposición del partido de gobierno en su país a la una parte de los Bibescu.
Ella jugó un papel activo en la vida artística parisina de finales del siglo XIX hasta su muerte en 1902, a causa del cáncer. 
Recibió en su salón a connotadas personalidades de la intelectualidad, como los pintores como Pierre Bonnard, Puvis de Chavannes, Edouard Vuillard, Henri Martin, los escritores Pierre Loti, Anatole France, Jules Lemaitre, el escultor Aristide Maillol y los importantes músicos Debussy, Gounod, Saint-Saens, Massenet, Chausson, Fauré y su compatriota, el joven Georges Enesco.
A su muerte, su marido se casó en 1908 con una actriz del Teatro d´Ambigú, Helen Reyes, provocando peleas con su familia y la vergüenza de sus tres hijos.